# Thrypticus grogani
Thrypticus grogani är en tvåvingeart som beskrevs av Robinson 1980. Thrypticus grogani ingår i släktet Thrypticus och familjen styltflugor.
Artens utbredningsområde är Maryland. Inga underarter finns listade i Catalogue of Life.